# Philippe-Pierre d'Espagne
Philippe-Pierre d'Espagne est le troisième fils, et second survivant du roi Philippe V d'Espagne et de sa première épouse Marie-Louise-Gabrielle de Savoie. Il naît le 7 juin 1712, à Madrid, et meurt dans cette même ville à l'âge de 7 ans le 29 décembre 1719.

## Biographie

### Famille

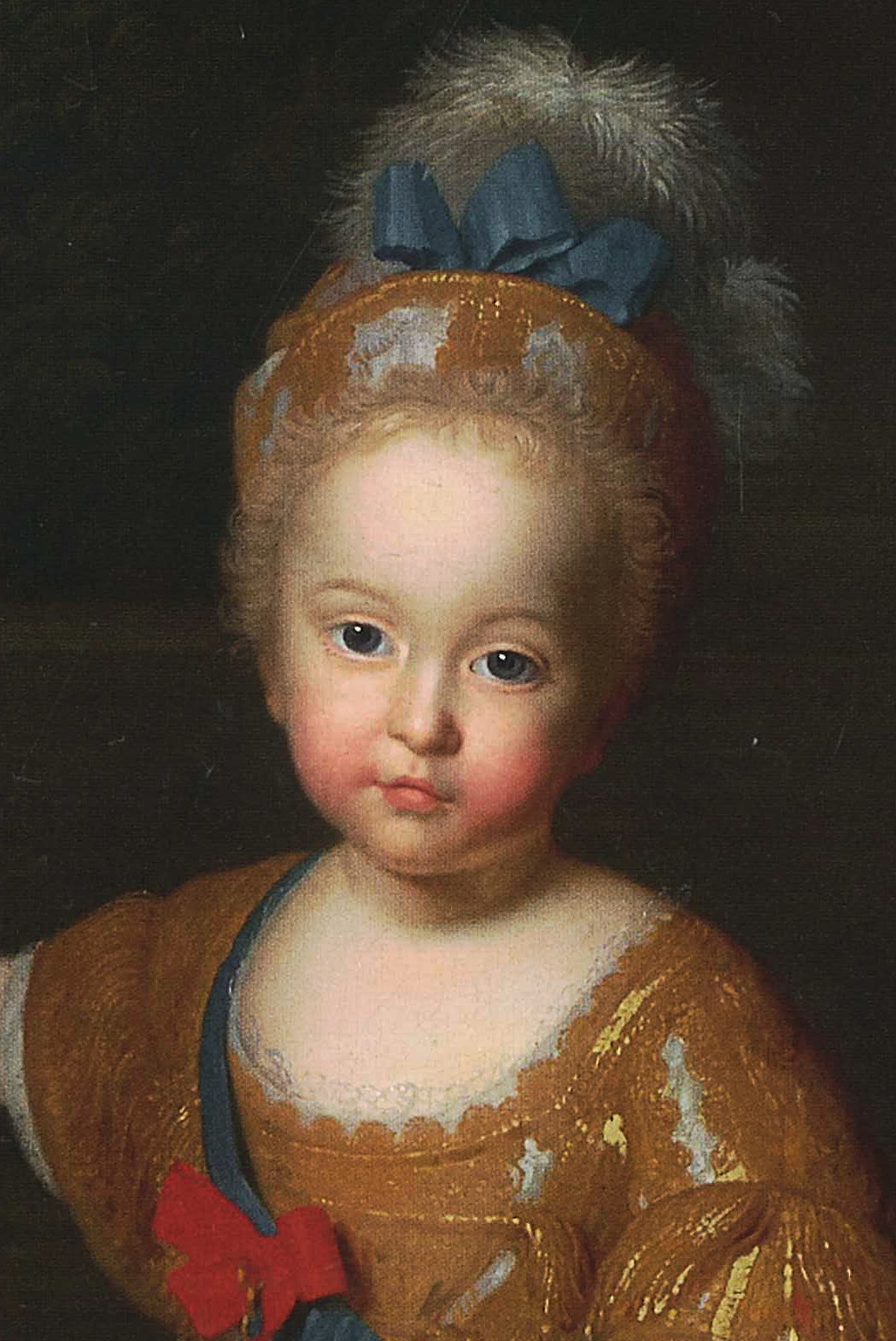
Le prince Philippe-Pierre à 5 ans, par Michel Ange Houasse.

Le prince Philippe-Pierre-Gabriel (usuellement appelé Philippe, Felipe en espagnol), infant d'Espagne, naît au palais de l'Escurial à Madrid le 7 juin 1712, trois ans après la mort de son frère aîné du même nom (Felipe), un enfant mal formé, mort le 8 juillet 1709, six jours après sa naissance. Il est le troisième des quatre fils du roi Philippe V d'Espagne (1683-1746) et de la reine Marie-Louise-Gabrielle de Savoie (1688-1714), mariés en 1701.
Sa naissance consolide davantage la lignée des Bourbons en Espagne, surtout après la mort prématurée de son frère, l'infant Philippe, en 1709, qui laisse comme seul héritier le prince Louis des Asturies.
Philippe est blond, aux yeux bleus, comme ses proches. Il a deux autres frères utérins : Louis Ier (1707-1724), roi d'Espagne (1724) et Ferdinand VI (1713-1759), roi d'Espagne de 1746 à 1759. Sa mère meurt de la tuberculose à Madrid le 14 février 1714. Le roi Philippe V se remarie le 24 décembre 1714 avec Élisabeth Farnèse (1692-1766), avec laquelle il a sept autres enfants, dont un troisième Philippe (1720-1765), qui régnera sur Parme (et fut l’ancêtre des Bourbons-Parme).

### Baptême
Le 25 août 1716, il est baptisé et tenu au nom de son bisaïeul, le roi de France Louis XIV (1638-1715) et de la princesse palatine Élisabeth-Charlotte de Bavière (1652-1722).

### Mort
L'infant Philippe, malade depuis la veille de la fête de Noël, meurt des suites de fièvres le 29 décembre 1719 au palais de l'Escurial. Son père organise lui-même les funérailles de son fils. Le 20 janvier 1720, le prince est inhumé dans la huitième chapelle funéraire du panthéon des infants au monastère Saint-Laurent (San Lorenzo en espagnol) de l’Escurial.Le 15 mars suivant la reine Elisabeth met au monde un second fils à qui est donné le prénom de son frère défunt.

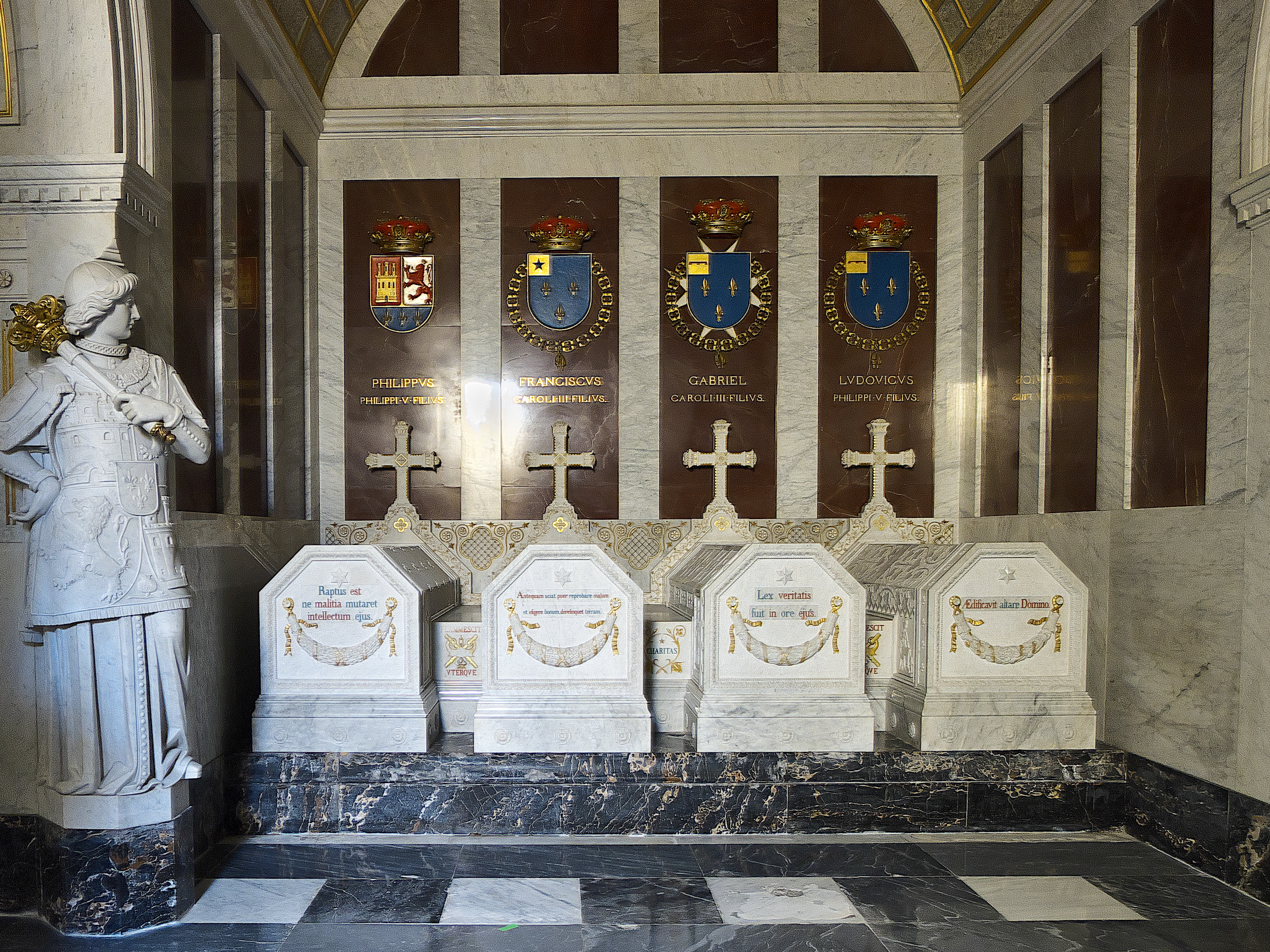
Huitième chapelle du panthéon des infants : le sarcophage de « PHILIPPVS PHILIPPI•V•FILIUS. » (« Philippe fils de Philippe V », en latin) est le premier à gauche.

Son frère germain homonyme repose dans la partie supérieure de la sixième chapelle de ce même panthéon des infants.

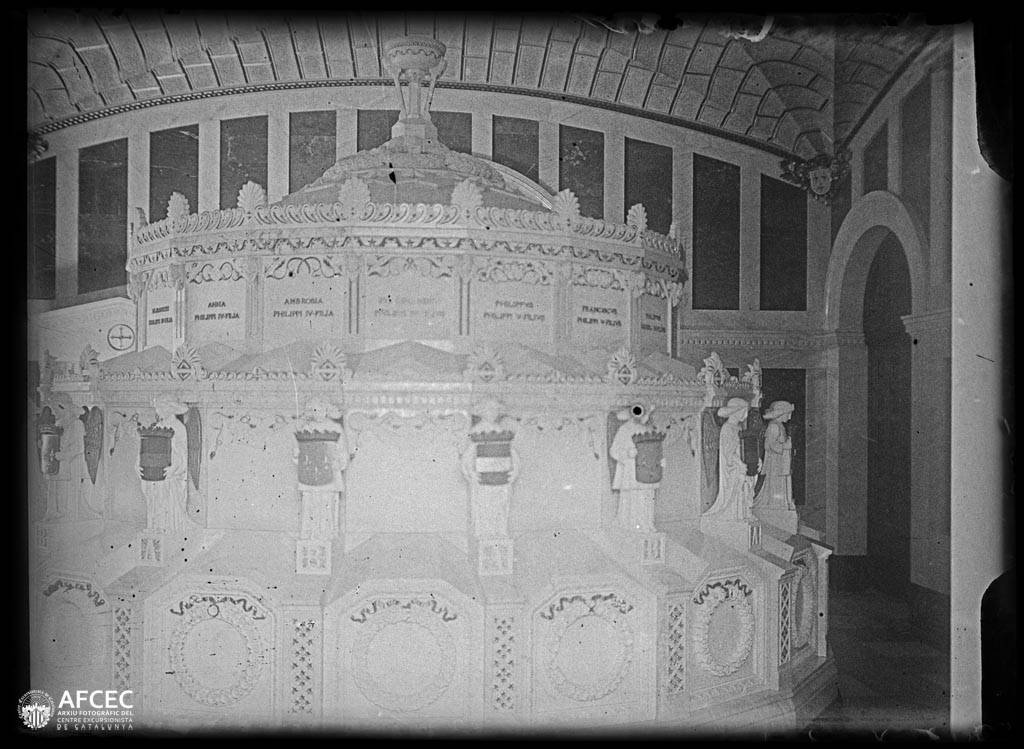
Sixième chapelle : mausolée : la plaque de cet autre « PHILIPPVS PHILIPPI•V•FILIUS. » est la troisième à partir de la droite.

Son demi-frère homonyme (Filippo en italien) a d’abord été inhumé dans l’église des Capucins à Parme puis dans la crypte de la basilique Santa Maria della Steccata, toujours à Parme.

### Honneurs
L'infant Philippe Pierre d'Espagne est :
- Chevalier de l'ordre du Saint-Esprit (Royaume de France) ;
- Chevalier de l'ordre de la Toison d'or (Royaume d'Espagne).

Cependant l’écu figurant au dessus de sarcophage n’est entouré d’aucun collier symbolisant un ordre de chevalerie.

### Représentation
- Tableau (huile sur toile) de Michel-Ange Houasse réalisé vers 1717 et conservé au musée du Prado à Madrid.